# Jaqueira (Pernambuco)
Jaqueira é um município brasileiro do estado de Pernambuco.

## História
O povoado surgiu a partir de um ponto de parada dos almocreves, que eram os homens que transportavam cargas em animais para abastecer de gêneros alimentícios, vestuário e outras mercadorias para povoados, vilas e cidades da região entre a localidade de Una (hoje Palmares) e a Lagoa dos Gatos, que era um centro abastecedor. Tal parada devia-se a duas jaqueiras que ofereciam uma boa sombra e tornou-se ponto de encontro entre os almocreves, gerando um pequeno comércio no local. A partir daí, surgiram as primeiras residências, durante o século XIX.
A estação ferroviária em Jaqueira foi inaugurada em  28 de setembro 1883, o que integrou a vila ao litoral em Recife. Pela ferrovia a cidade passou a ser abastecida, bem como era escoada a produção de açúcar das usinas da região.
O distrito foi criado em 17 de dezembro de 1904, com o nome de colônia Isabel, subordinado ao município de Palmas. Em 1911, passa a denominar-se Jaqueira e está subordinado ao município de Palmares. Em 1933 passa à jurisdição do município de Maraial. O município foi criado em 28 de setembro de 1995 e instalado em 1 de janeiro de 1997. É constituído pelo distrito sede.

## Geografia
Com altitude de 175 metros acima do nível do mar, o município se localiza à latitude 08°43'36" sul e à longitude 35°47'36" oeste. Sua população estimada em 2007 era de 12.618 habitantes, distribuídos em 89 km² de área.